# BARX2
BARX2 (англ. BARX homeobox 2) – білок, який кодується однойменним геном, розташованим у людей на 11-й хромосомі. Довжина поліпептидного ланцюга білка становить 279 амінокислот, а молекулярна маса — 31 188.
| 10         |  | 20         |  | 30         |  | 40         |  | 50         |
| ---------- |  | ---------- |  | ---------- |  | ---------- |  | ---------- |
| MHCHAELRLS |  | SPGQLKAARR |  | RYKTFMIDEI |  | LSKETCDYFE |  | KLSLYSVCPS |
| LVVRPKPLHS |  | CTGSPSLRAY |  | PLLSVITRQP |  | TVISHLVPAT |  | PGIAQALSCH |
| QVTEAVSAEA |  | PGGEALASSE |  | SETEQPTPRQ |  | KKPRRSRTIF |  | TELQLMGLEK |
| KFQKQKYLST |  | PDRLDLAQSL |  | GLTQLQVKTW |  | YQNRRMKWKK |  | MVLKGGQEAP |
| TKPKGRPKKN |  | SIPTSEEIEA |  | EEKMNSQAQG |  | QEQLEPSQGQ |  | EELCEAQEPK |
| ARDVPLEMAE |  | PPDPPQELPI |  | PSSEPPPLS  |  |            |  |            |

A: Аланін

C: Цистеїн

D: Аспарагінова кислота

E: Глутамінова кислота

F: Фенілаланін

G: Гліцин

H: Гістидин

I: Ізолейцин

K: Лізин

L: Лейцин

M: Метіонін

N: Аспарагін

P: Пролін

Q: Глутамін

R: Аргінін

S: Серин

T: Треонін

V: Валін

W: Триптофан

Задіяний у таких біологічних процесах, як транскрипція, регуляція транскрипції. 
Білок має сайт для зв'язування з ДНК. 
Локалізований у ядрі.